# S750-es személyvonat
Az S750-es személyvonat Nógrád és Pest vármegyékben közlekedő regionális személyvonat. A vonat ütemesen, óránként Vác és Diósjenő között közlekedik, de számos vonat hosszabb útvonalon jár, amelyeknek Drégelypalánkon vagy Balassagyarmaton van a végállomása. A vonalon 117-es sorozatú motorkocsiból (Bzmot) és Bzx 24-29 motormellékkocsiból alkotott szerelvények közlekednek, hétvégén még kerékpárszállító BDzx 83-28 kocsit is besoroznak a vonatokba.
Mivel mellékvonali személyvonat, ezért a vonatszámai ötjegyűek, és 322-vel kezdődnek. A páros számú vonatok Balassagyarmat (végpont), a páratlan számú vonatok Vác (kezdőpont) felé közlekednek.

## Története
A vasúti viszonylatjelzéseket 2013 decemberében kezdték meg bevezetni, első körben a Déli pályaudvarról induló elővárosi személy-, gyorsított és zónázó vonatoknál. A rendszert a 2014–2015. évi menetrenddel terjesztették ki, így kaptak viszonylatjelzést a 75-ös és a 78-as mellékvonalak személyvonatjai. A Balassagyarmat és Vác között közlekedő vonatok a vasútvonal számozása után az S750-es számozást kapták december 14-étől.
2020. június 6-ától a járványhelyzetre és az amiatt jelentősen visszaesett utasforgalomra hivatkozva az Vác–Balassagyarmat-vasútvonalon is ideiglenes járványügyi menetrendet vezettek be, azonban az átmeneti intézkedés időtartamát nem közölték. Az ideiglenes menetrendben az S750-es személyvonat Nagyoroszi és Balassagyarmat közti szakaszán közlekedő 17 vonatból csak 8-at hagyott meg, a maradék 9-et Nagyoroszitól autóbusszal pótolták. Attól tartva, hogy a járványügyi menetrendet újabb vonalbezárásokra kívánják felhasználni, számos Nógrád megyei ismert személy és politikus tiltakozott az intézkedések ellen. A járványmenetrend abszurditásáról Balassagyarmat polgármestere, Csach Gábor sajtótájékoztatót is tartott a város állomása előtt, ahol bemutatta, hogy egyes vonatokat a pótlás ellenére mindenképp végigközlekedtetik az ideiglenes végállomásról Balassagyarmatra, a honállomásra, illetve ezek a szerelvényvonatok egy időben érkeznek meg a vonatpótló autóbusszal. Július közepén az ITM és a MÁV felülvizsgálták a járványügyi menetrendeket, aminek eredményeként augusztus 1-jétől első körben tíz, köztük a Vác–Balassagyarmat-vasútvonalon is helyreállt az alapmenetrend.

## Megállóhelyei
| 0   | 0                                  | Vác végállomás      | 120 | 47 | S70 , G70 , Z70 , S71 , G71 , EC, EN 300, 314, 328, 329, 330, 331, 332, 333, 334, 335, 337, 338, 339, 342, 343, 345, 347, 348, 350, 351, 361, 362, 363, 364, 365, 371, 455 1010, 1013 |
| 3   | 3                                  | Kisvác              | 116 | 43 | 328, 329, 330, 331, 332, 350, 351, 362 1010, 1013 |
| 8   | 8                                  | Fenyveshegy         | 111 | 38 | |
| 12  | 12                                 | Magyarkút-Verőce    | 107 | 34 | |
| 16  | 16                                 | Magyarkút           | 103 | 30 | |
| 21  | 21                                 | Szokolya            | 99 | 26 | |
| 32  | 32                                 | Berkenye            | 85 | 12 | |
| 37  | 37                                 | Nógrád              | 80 | 7  | 331, 3271 |
| 45  | 49                                 | Diósjenő végállomás | 73 | 0  | |
|     | 58                                 | Borsosberény        | 61 |    | |
| 65  | Nagyoroszi                         | 54                  | 328, 332, 3294, 3343, 3345, 3346                                                                                                 |    | |
| 68  | Drégelyvár                         | 50                  | |    | |
| 75  | Sáferkút                           | 42                  | |    | |
| 79  | Drégely                            | 38                  | |    | |
| 87  | Drégelypalánk vonalközi végállomás | 35                  | 332, 355, 3344, 3346 |    | |
| 94  | Ipolyvece                          | 23                  | |    | |
| 104 | Dejtár                             | 12                  | 3342, 3343, 3344, 3345, 3346 |    | |
| 107 | Ipolyszög                          | 9                   | 1010, 1011, 1012, 1013 3313, 3332, 3336, 3340, 3341, 3342, 3343, 3344, 3345, 3346                                                |    | |
| 117 | Balassagyarmat végállomás          | 0                   | S780 , S790 1, 1C, 2C, 3, 3C, 9, 9A 1306, 1308 460, 3081, 3216, 3308, 3312, 3314, 3315, 3318, 3320, 3321, 3322, 3325, 3326, 3329 |    | |